# Serzy-et-Prin
Serzy-et-Prin település Franciaországban, Marne megyében. Lakosainak száma 212 fő (2022. január 1.). Serzy-et-Prin Brouillet, Crugny, Faverolles-et-Coëmy, Hourges, Lagery, Lhéry és Savigny-sur-Ardres községekkel határos.

## Népesség
A település népessége az elmúlt években az alábbi módon változott:
| Lakosok száma | 181  | 206  | 210  | 191  | 177  | 185  | 207  | 207  | 211  | 212  |
|               | 1968 | 1982 | 1990 | 2006 | 2013 | 2015 | 2017 | 2019 | 2020 | 2022 |